# Días contados
Días contados è un film del 1994 diretto da Imanol Uribe.

## Riconoscimenti
- Festival di San Sebastián
  - Concha de Oro